# Saidia
Saïdia (in arabo السعيدية‎?, Al-sa'idiyya; in berbero ⴰⵊⵔⵓⴷ, Ajrud), conosciuta come la "Perla blu del Mediterraneo", è una cittadina marocchina sulla spiaggia nella provincia di Berkane. 

## Geografia fisica

### Territorio
È situata nella regione Orientale del Marocco, una regione che si estende lungo il confine tra il Marocco e l'Algeria e raggiunge il mar Mediterraneo. Il suo litorale di 14 km la rende una delle spiagge più lunghe del Marocco. È caratterizzata dalla sabbia dorata e dal clima mediterraneo che ne fanno una popolare destinazione turistica internazionale. È sede di numerose attrazioni, resort, anche con spiagge private, centri commerciali, campi da golf e altri centri sportivi.
La marina di Saïdia occupa un'area di 290.000 m², con 740 posti barca e moderne attrezzature navali. I turisti sono attratti dal suo tradizionale festival di musica tradizionale marocchina che si svolge tutti gli anni ad agosto. È circondata da una foresta che costituisce una riserva naturale per varie specie protette di uccelli. L'accesso alla spiaggia principale attraversa una foresta di eucalipti che la rende uno dei posti più suggestivi del Marocco.
L'Oued Kiss segna il confine settentrionale tra Algeria e Marocco.

### Clima
Il clima a Saïdia è generalmente mite tutto l'anno, con temperature medie d'estate di 35 °C e d'inverno di 22 °C. I mesi più freddi sono compresi tra ottobre e aprile.

## Storia
Il nucleo di Saïdia risale al 1883 e fu edificato su volere del sultano Hasan I del Marocco, che costruì una casbah di 15.600 m² sulla riva sinistra della foce del fiume Kiss. Era suo intento controllare e regolare i movimenti delle persone che cercavano di valicare il confine con l'Algeria, che era allora colonia francese. Dopo che il Marocco divenne un protettorato francese, nel 1913, Saïdia divenne popolare tra gli immigrati francesi che lo trasformarono in un luogo di villeggiatura. Dopo la dichiarazione di indipendenza del Marocco, Saïdia continuò ad attrarre visitatori fino a diventare una delle più popolari attrazioni turistiche del paese.